# Nubes de humo
Nubes de humo es una película en blanco y negro de Argentina dirigida por Enrique Carreras sobre su propio guion que se estrenó el 14 de mayo de 1959 y que tuvo como protagonistas a Alberto Castillo, Mercedes Carreras, María Luisa Santés y Francisco Álvarez. El filme, que es el último de Castillo, está dedicado a la memoria del director de cine Manuel Romero.

## Sinopsis
Un estudiante aficionado al tango que dejó el canto cuando acabó su carrera, reincide.

## Reparto
- Alberto Castillo como Alberto Briones
- Mercedes Carreras como Irene madre / Irene hija
- María Luisa Santés como Marisa
- Francisco Álvarez como Eduardo
- Alberto Bello como Dr. Aníbal Paz
- Nélida Lobato como bailarina
- Eber Lobato como bailarín
- Francisco Canaro como el mismo
- Héctor Armendáriz como Dr. Javier Paz
- Mario Baroffio como el empresario radial
- Susana Rubio como Teresa
- Juan Villarreal como un paciente
- Elvira Joaquina Rodrígues Lima

## Comentarios
Tulio Carella dijo en Crítica:

”Una prolongada historia se relata en Nubes de humo. Lapelícula es menor y está mal urdida. Sin embargo ofrece algunos momentos de emoción y algunos chistes no demasiado envejecidos.”

Jorge Miguel Couselo opinó en Correo de la Tarde que era:

”Otra película chabacana.”

Manrupe y Portela escriben:

”Crepuscular título de un tipo de cine que novolería más (hay una escena con música de rock and roll) y que repite escenas en un marco de falsedad.”

También se conoce como Nubes de humo, el tema musical de Manuel Romero (Grabado en año 1958)